# Miranese
Con il termine Miranese si intende l'area centrale della città metropolitana di Venezia  che comprende  i sette comuni di Mirano, Spinea, Salzano, Noale, Scorzè, Martellago, Santa Maria di Sala.
Il Miranese confina ad ovest con la Provincia di Padova (comprensorio del Camposampierese), ad est con il Comune di Venezia (circondario mestrino), a sud con la Riviera del Brenta e a nord con la Provincia di Treviso.
Come collegio elettorale comprendeva nel 1993 anche il comune di Pianiga.

## Territorio
Il territorio è pianeggiante (dai 6 a 12 metri slm) e si estende nell'area centro-occidentale della provincia di Venezia, immediatamente a nord della Riviera del Brenta, in una posizione baricentrica rispetto ai tre capoluoghi di provincia: Venezia, Padova e Treviso. Il paesaggio si presenta con le caratteristiche del territorio pianeggiante della campagna veneta con i segni rurali ed urbani frutto dei secoli trascorsi: dall'urbanizzazione romana con il graticolato romano (grandi appezzamenti baulati divisi da siepi e percorsi da lunghe strade rettilinee che s'intersecano ad angolo retto e che costituiscono il famoso Agro Centuriato Patavino, a nord-est della città di Antenore), alle opere di regolamentazione delle acque del fiume Musone del periodo della Repubblica di Venezia e alla presenza di moltissime ville venete con parchi edificate dalla nobiltà veneziana tra il Quattrocento e il Settecento, di cui il Miranese è ricco almeno quanto la Riviera del Brenta.

## Viabilità
Il Miranese è attraversato da alcune importanti arterie stradali regionali e provinciali, tra cui la Strada statale 515 Noalese (direttrice Treviso-Padova), la strada statale 245 Castellana (Mestre-Castelfranco Veneto-Trento), la Strada provinciale 32 Miranese (Mestre-Mirano-Padova), la strada provinciale 33 "Desman" (Mirano-Zianigo-S. Giorgio delle Pertiche), la strada provinciale 30 "Caltana" (Oriago-Caltana-Campodarsego) e la strada provinciale 38 "Mestrina" (Trivignano-Noale-Camposampiero).

## Organizzazione ecclesiastica cattolica
Dal punto di vista ecclesiastico, il Miranese appartiene quasi interamente alla Diocesi di Treviso, tranne i piccoli paesi di Caltana, Caselle e S. Angelo (frazioni di Santa Maria di Sala), le cui parrocchie sono soggette alla Diocesi di Padova. Inoltre, alcune vie del comune di Mirano (zona a sud-est, confinanti con Mira) appartengono al Patriarcato di Venezia (parrocchia di Marano Veneziano).

## Sanità
Fino al 31 dicembre 2016  il territorio apparteneva all'ULSS 13 (con sede legale a Mirano, dove si trova anche l'ospedale di riferimento per i sette comuni dell'area), a cui appartengono anche i dieci comuni della Riviera del Brenta.
Dal 1 gennaio 2017 nasce la nuova Ulss 3 Serenissima con sede a Mestre che incorpora l'ex Ulss 12 (Ospedali di Mestre e di Venezia), l'ex Ulss 13 (Ospedali di Mirano, Noale, Dolo) e l'ex Ulss 14 (Ospedale di Chioggia) con unico D.G. Dr Giuseppe Dal Ben.

## Scuola
Il Distretto scolastico di Mirano, che comprende scuole superiori di ogni ordine e grado in gran parte situate nella cittadella scolastica di via Matteotti, abbraccia l'intero comprensorio ma attira studenti provenienti anche dai vicini comuni del Padovano (soprattutto Vigonza, Villanova di Camposampiero e Borgoricco) e dalla Riviera del Brenta.

## Altri servizi
- Ufficio provinciale per l'impiego di Mirano (ex collocamento) sito in piazza Aldo Moro (Mirano).
- Sede di una compagnia della Guardia di Finanza con competenza su Miranese e Riviera del Brenta.
- Un piccolo distaccamento dei Vigili del Fuoco.
- Una  delle direzioni del Consorzio di Bonifica "Acque Risorgive" (ex Consorzio "Sinistra Medio Brenta"), competente sul territorio di molti comuni del Miranese, della Riviera del Brenta e del Padovano.
- Una sede distaccata dell'Università degli Studi di Padova  con il corso di Infermieristica (piazza Garibaldi - Mirano).